# جي كانغ
جي كانغ (بالانجليزية Ji Kang) (بالصينية: 嵆康 223–262 ) كان جي كانج، الذي يشار إليه أحيانًا باسم شي كانغ، كاتبًا وشاعرًا وفيلسوفًا داويويًا وموسيقيًا وخيميائيًا في فترة الممالك الثلاث. لقد كان واحدًا من السبعة من حكماء البامبو الذين شاركوا في فصل أنفسهم عن الوضع السياسي الخطير في الصين في القرن الثالث لصالح تكريس أنفسهم لحياة الفن والترفيه. يُشار إلى جي كانغ باعتباره مؤلفٌ ومشهور لأنه كان مؤلفًا وملحنًا للجوق. وُصِفَ بأنه رجل وسيم وطويل القامة (حوالي 1.88 متر).

## حياته
كتب جي كانغ عن طول العمر، نظرية الموسيقى، السياسة والأخلاق. كان من بين أعماله يانغشنغ لون (琴 賦 ، تأليف على تشين) ، وشيسي لون (釋 私 論 ، الخطاب حول الفردية). كموسيقي، ألّف جي كانغ عددًا من القطع الفردية للكين. وينتقد جي كانج بشدة الكونفوشيوسية، وقد تحدى العديد من الاتفاقيات الاجتماعية في عصره. على هذا النحو، كان يعتبر فضيحة وفتنة. تزوج حفيدة تساو تساو (أو حفيدة كبيرة وفقا لبعض). شغل جي كانج منصبًا في ولاية تساو وي، لكنه لم يكن مهتمًا بشكل خاص بالعمل الحكومي. عندما وصل الوصي سيما تشاو إلى السلطة، كان ينوي منح جي كانغ وظيفة كموظف مدني. ومع ذلك، كان جي كانغ غير متعاون وتصرف بوقاحة تجاه تشونغ هوى، الذي أرسلته سيما تشاو لنقل عرضه. في وقت لاحق، تم سجن أحد أصدقاء جي كانغ بعد تأطيره. دافع جي كانغ عنه وشهد في قضيته، وأُرسل أيضًا إلى السجن نتيجة لذلك. بعد نصيحة تشونغ هوى، حكمت سيما تشاو على جي كانغ بالإعدام. وقع ثلاثة آلاف باحث على عريضة للإفراج عنه، لكن تم رفض الاستئناف. قبل إعدامه، سأل جي كانغ عن عاطفته ولعب أغنيته البجعة،.

## روابط خارجية
- جي كانغ على موقع الموسوعة البريطانية (الإنجليزية)